# Arbroath Abbey

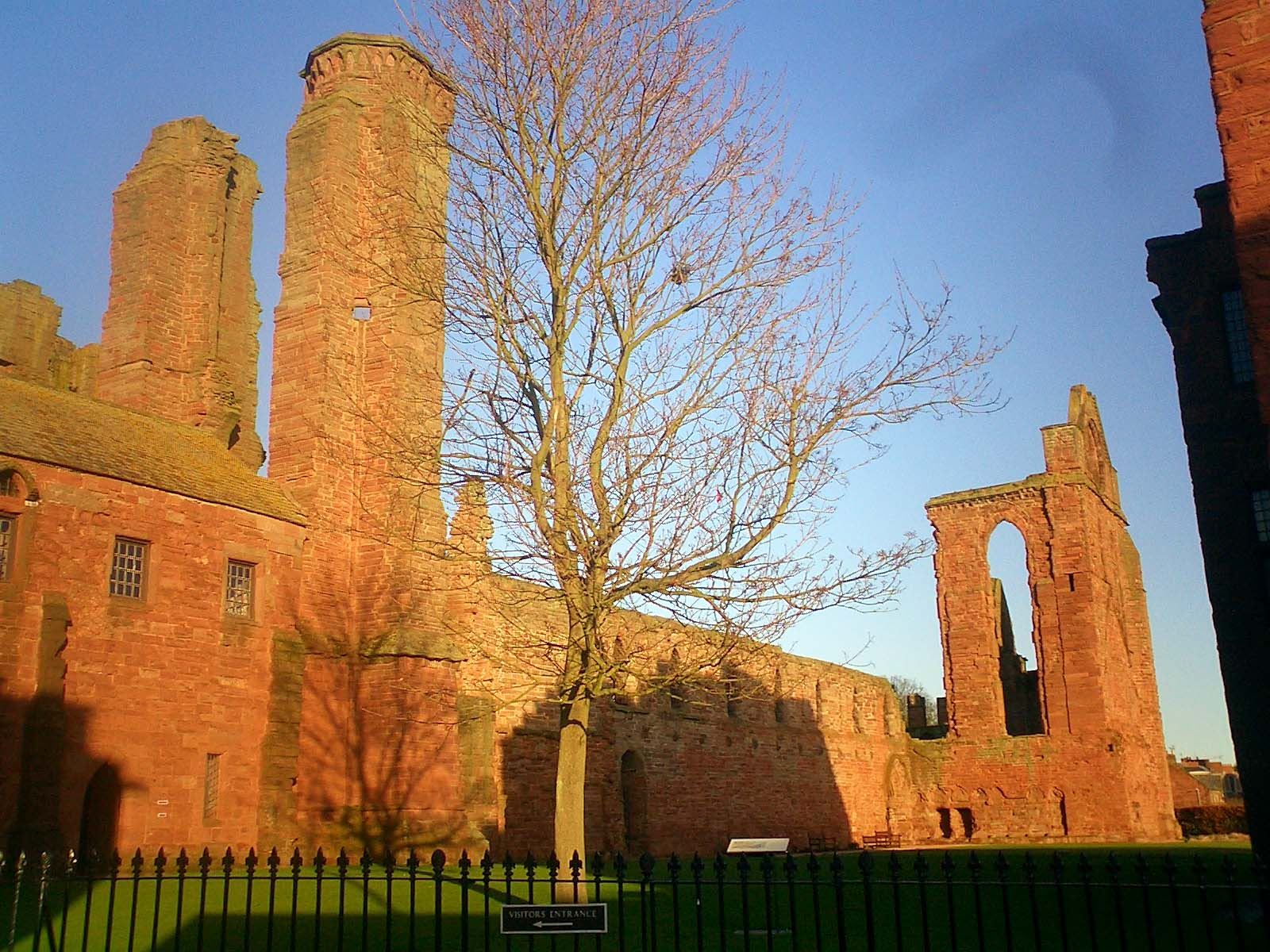
Arbroath Abbey, 2004

Arbroath Abbey, deutsch Kloster Arbroath, Abtei Arbroath, ist eine ehemalige Abtei der Benediktiner in Arbroath in der Council Area und traditionellen Grafschaft Angus an der Ostküste Schottlands.
Das Kloster wurde im Jahre 1178 auf Betreiben des schottischen Königs Wilhelm der Löwe von Benediktinermönchen aus der südschottischen Abtei Kelso gegründet und 1197 geweiht. Letzter Abt wurde 1524 Kardinal David Beaton.
Arbroath Abbey ist nationales Denkmal und wird von der staatlichen Denkmalschutzbehörde Historic Scotland verwaltet. Die markanten Ruinen aus rotem Sandstein können das ganze Jahr über besichtigt werden.

## Architektur

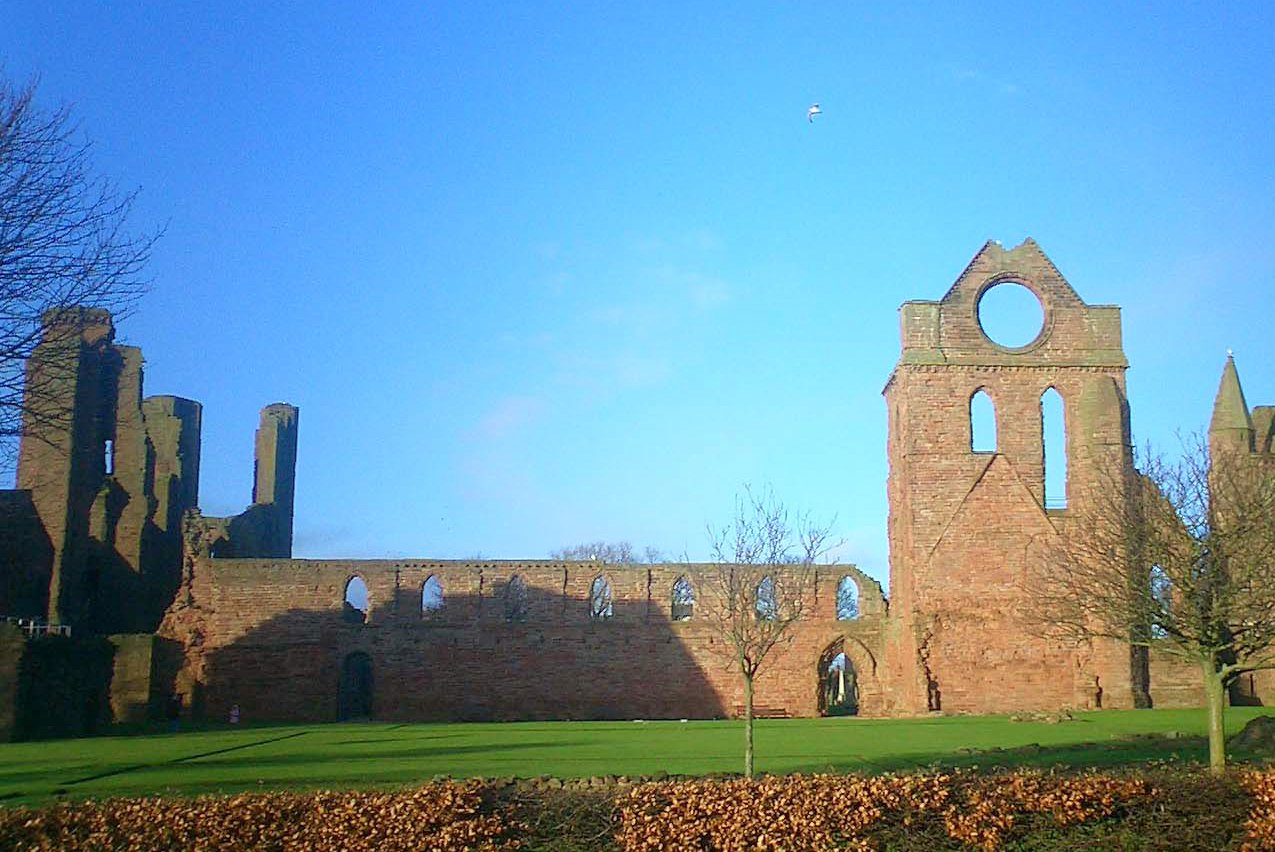
Arbroath Abbey, 2004

Das Kloster wurde in einem Zeitraum von gut sechzig Jahren aus rotem Sandstein im Stile der englischen Spätgotik („Perpendicular Style“: „Senkrechter Stil“) und mit Einflüssen der europäischen Romanik („Norman Style“: „Normannischer Stil“) errichtet. Das Triforium gilt als Beispiel schottischer Architektur im Mittelalter; es wird von zwei Türmen mit Säulengängen flankiert. Der kreuzförmige Grundriss der Kirche misst 84 mal 49 Meter.
Erhalten sind die im 15. Jahrhundert erbaute Sakristei, das südliche Querschiff mit seinen Spitzbogenfenstern (den größten in Schottland), Teile des Chores (Presbyteriums), die südliche Hälfte des Kirchenschiffs sowie Ruinen der Westtürme und des westlichen Torbogens.
Der weiche Sandstein war innen und außen verputzt. Viele der früheren architektonischen Details sind durch Erosion verloren gegangen; nur noch einzelne erhaltene Fragmente vermitteln einen ungefähren Eindruck des ursprünglichen Aussehens. Das charakteristische runde Fenster im südlichen Querschiff wurde nachts erleuchtet und diente als Signalfeuer für die Schifffahrt.
Ursprünglich besaß die Kirche einen zentralen Turm, der weithin sichtbar war und als Landmarke für Schiffe gedient haben dürfte.
Von den Klostergebäuden sind nur wenige erhalten: das eindrucksvolle Pförtnerhaus, das sich von der Südwestecke der Kirche bis zu einem Wehrturm auf der „High Street“ in Arbroath erstreckt, und das Wohnhaus des Abtes aus dem 13., 15. und 16. Jahrhundert, welches das besterhaltene seiner Art in Schottland ist.

## Geschichte

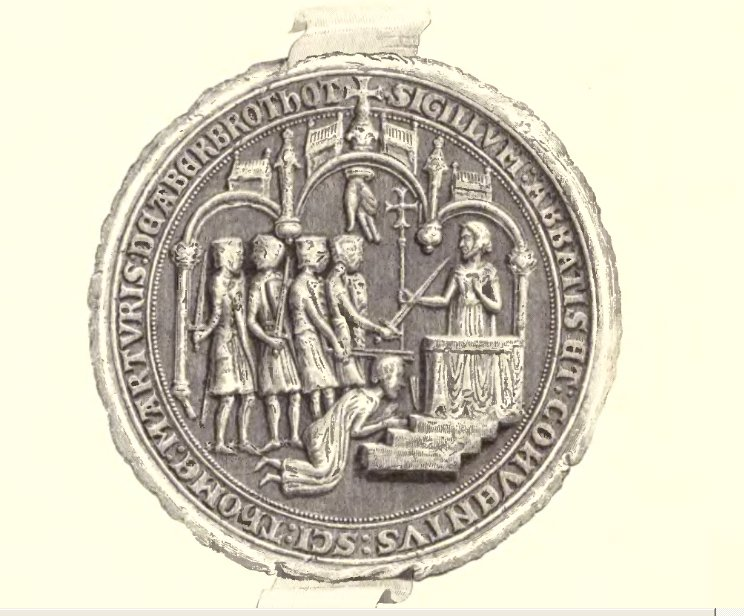
Siegel des Klosters Arbroath; Darstellung der Ermordung des englischen Erzbischofs und Lordkanzlers Thomas Becket im Jahre 1170

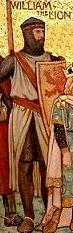
Wilhelm I.

König Wilhelm verlieh dem Kloster große Unabhängigkeit und stattete es großzügig aus, unter anderem mit den Einnahmen aus 24 Pfarrbezirken und mit Ländereien in allen freien Städten Schottlands. Die Mönche erhielten Marktrecht und die Erlaubnis zum Bau eines Hafens. Der englische König Johann Ohneland gestattete den zollfreien Handel des Klosters im gesamten Lande mit Ausnahme Londons.
Während der schottischen Reformation verfiel das Kloster; seine Steine fanden ab 1580 Verwendung bei der Errichtung von Gebäuden in Arbroath. Um 1700 entsprach der Gesamteindruck ungefähr dem heutigen. 1809 wurde auf Initiative von Robert Stevenson das große runde Fenster restauriert, 1815 wurden Maßnahmen zur Erhaltung des verbliebenen Klosterruinen ergriffen.
Am 11. April 1951 fand die Polizei beim Klosteraltar in Arbroath den am 25. Dezember 1950 aus Westminster Abbey in London gestohlenen „Stein von Scone“, den schottischen Krönungsstein.
Seit 2005 werden Anstrengungen unternommen, Kloster Abbey als Kulturdenkmal in die „UNESCO-Liste des Welterbes“ aufzunehmen.

## Deklaration von Arbroath
Das seinerzeit reichste Kloster in Schottland wurde berühmt für die Deklaration von Arbroath, der schottischen Unabhängigkeitserklärung vom 6. April 1320. Im Andenken an diese wurde jedes Jahr am 6. April die Unterzeichnung der Deklaration mit einer Prozession und historischen Aufführungen gefeiert. Diese Praxis wurde nach einigen Jahren eingestellt, da die spielenden Akteure zu alt geworden sind und das Interesse daran für jüngere verschwand.

## Grablege
König Wilhelm I. wurde vor dem Hochaltar der Klosterkirche beigesetzt.

## Besucherzentrum
Ein im Sommer 2001 eröffnetes Besucherzentrum informiert über die Klostergeschichte und zeigt verschiedene Relikte sowie ein maßstabgetreues Modell des einstigen Gebäudekomplexes. Eine Computeranimation stellt das Kloster während seiner Blütezeit dar.

## Sonstiges
Im Jahre 1773 besuchte der englische Gelehrte Samuel Johnson in Begleitung seines Freundes James Boswell die Ruine von Arbroath Abbey. In seinem Reisebericht Eine Reise zu den westlichen Inseln von Schottland widmete Johnson der verfallenen Abtei ein eigenes Kapitel. Allerdings nannte Johnson den Ort und Kloster Aberbrothick.